# (15510) Phoeberounds
(15510) Phoeberounds (1999 TF127) – planetoida z pasa głównego asteroid okrążająca Słońce w ciągu 3,78 lat w średniej odległości 2,43 j.a. Odkryta 4 października 1999 roku.